# Thackerville
Thackerville és un poble dels Estats Units a l'estat d'Oklahoma. Segons el cens del 2000 tenia 404 habitants.

## Demografia
Segons el cens del 2000, Thackerville tenia 404 habitants, 149 habitatges, i 108 famílies. La densitat de població era de 73,2 habitants per km².
Dels 149 habitatges en un 34,9% hi vivien nens de menys de 18 anys, en un 57,7% hi vivien parelles casades, en un 8,7% dones solteres, i en un 27,5% no eren unitats familiars. En el 23,5% dels habitatges hi vivien persones soles el 9,4% de les quals corresponia a persones de 65 anys o més que vivien soles. El nombre mitjà de persones vivint en cada habitatge era de 2,71 i el nombre mitjà de persones que vivien en cada família era de 3,18.
Per edats la població es repartia de la següent manera: un 29,2% tenia menys de 18 anys, un 7,2% entre 18 i 24, un 26,5% entre 25 i 44, un 26,2% de 45 a 60 i un 10,9% 65 anys o més.
L'edat mediana era de 37 anys. Per cada 100 dones de 18 o més anys hi havia 110,3 homes.
La renda mediana per habitatge era de 22.750 $ i la renda mediana per família de 45.893 $. Els homes tenien una renda mediana de 29.375 $ mentre que les dones 18.611 $. La renda per capita de la població era de 19.605 $. Entorn del 7,7% de les famílies i el 13,5% de la població estaven per davall del llindar de pobresa.

## Poblacions més properes
El següent diagrama mostra les poblacions més properes.